# Syncrude

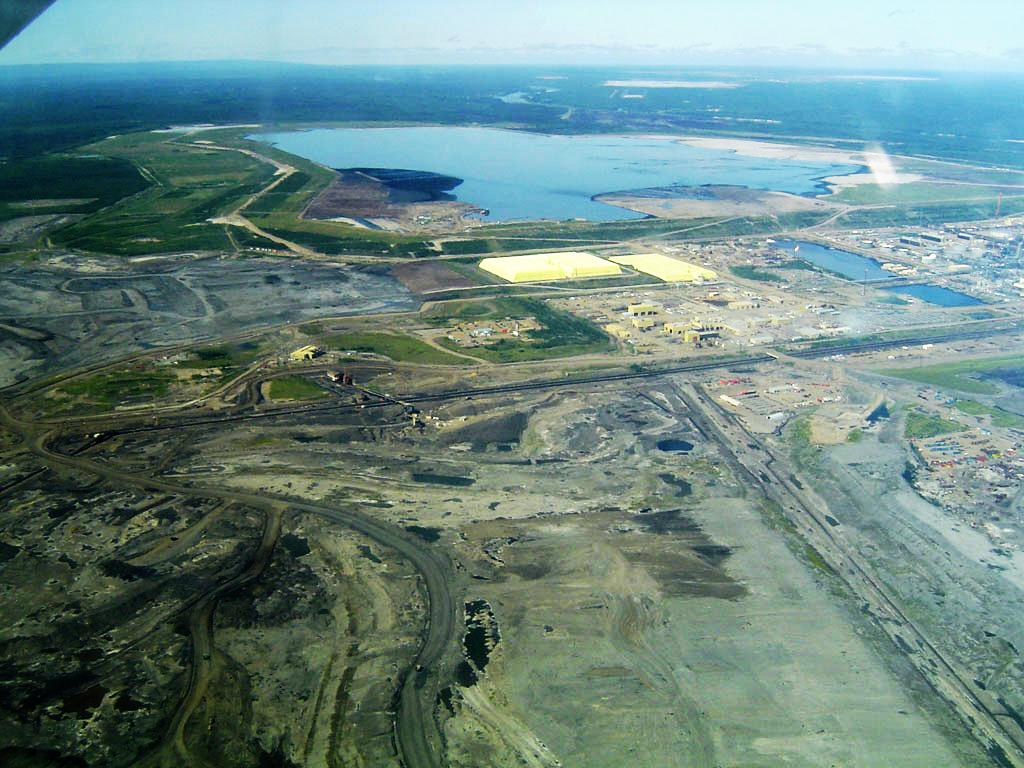
Syncrude Canada Ltd.

Syncrude (Syncrude Canada Ltd.) – największy na świecie producent syntetycznej ropy naftowej z piasków bitumicznych Zaspokaja 13% zapotrzebowania Kanady na ropę naftową.
Koncern ten jest przedsiębiorstwem joint venture, którego udziałowcami są: Canadian Oil Sands Limited (36,74%), Imperial Oil (25%), Suncor Energy (12%), Sinopec (9,03%), Nexen (7,23%), Mocal Energy (5%), Murphy Oil (5%). Pokłady piasków bitumicznych i rafinerie znajdują się w północnej części Alberty.